# Palicourea justicioides
Palicourea justicioides är en måreväxtart som beskrevs av Paul Carpenter Standley. Palicourea justicioides ingår i släktet Palicourea och familjen måreväxter. Inga underarter finns listade i Catalogue of Life.